# Friedrich Strindberg
Max Friedrich Strindberg, även Strindberg-Wedekind, född 21 augusti 1897 i Saxen, Oberösterreich, Österrike-Ungern, död 30 mars 1978 i Castelveccana, Italien, var en tysk-svensk journalist och författare.

## Biografi
Friedrich Strindberg var son till Frida Uhl och Frank Wedekind. Då Uhl vid tidpunkten ännu var gift med August Strindberg blev han dennes juridiske son. Han växte upp med sin mormor på slottet Dornach i Saxen, Oberösterreich. Under första världskriget tjänstgjorde han som frivillig i den österrikiska armén. År 1923 gifte han sig med författaren Maria Lazar i Wien, men skilde sig 1927. Paret fick dottern Judith, född 1924.
Under mellankrigstiden verkade Strindberg som journalist och fotograf i Wien och Berlin. Han arbetade i Afrika från 1934 och i Spanien från 1936, som korrespondent under andra italiensk-abessinska kriget och spanska inbördeskriget. Som aktiv antinazist hjälpte han judar fly undan deportationer till koncentrationsläger under förintelsen, och flydde därefter själv, antingen 1940 eller 1943, till Sverige. August Strindbergs svenska arvingar ska ha försökt förhindra detta och velat återkalla hans svenska medborgarskap, något som kunde ha slutat fatalt för Friedrich Strindberg; hans biologiske far Frank Wedekind (felaktigt) hade förklarats vara ”halvjudisk” i Nazityskland. I Sverige skrev han romanen Die Juden von Berlin, som 1945 publicerades på svenska som Under jorden i Berlin under pseudonymen Fredrik Uhlson. Romanen återutgavs 2002, med efterord av Jan Myrdal.
År 1949 lämnade Strindberg Sverige och bosatte sig i Västtyskland, där han från 1957 var chef för textredaktionen på Weltbild och från 1961 redaktör för tidskriften Quick. År 1972 flyttade han till Castelveccana i Italien, där han bodde till sin död. Friedrich Strindberg blev, tillsammans med sin andra hustru Utje Strindberg, postumt hedrad som Rättfärdig bland folken av Yad Vashem 2002.